# Roberto Andreoli
Roberto Andreoli (Cesena, 5 aprile 1963) è un ex calciatore italiano, di ruolo difensore.

## Carriera
Debutta in Serie C1 con il Forlì nel 1981 restandovi per tre anni, prima di passare alla Cavese dove gioca altri due campionati di Serie C1.
Dopo un anno a Parma dove non scende mai in campo in gare di campionato, si trasferisce alla Sambenedettese con cui debutta in Serie B disputando 70 gare nell'arco di due stagioni.
Nel 1989 si accasa all'Empoli. Nel 1991 passa alla Salernitana. L'anno dopo gioca la sua ultima stagione da professionista, al Russi. Nel 1993 si ritira.

## Statistiche

### Presenze e reti nei club
| Stagione              | Squadra               | Campionato            | Campionato | Campionato | Totale   | Totale |
| Stagione              | Squadra               | Campionato            | Presenze   | Reti       | Presenze | Reti   |
| --------------------- | --------------------- | --------------------- | ---------- | ---------- | -------- | ------ |
| 1981-1982             | Forlì                 | C1                    | 14         | 0          | 14       | 0      |
| 1982-1983             | Forlì                 | C1                    | 10         | 0          | 10       | 0      |
| 1983-1984             | Forlì                 | C2                    | 33         | 0          | 33       | 0      |
| Totale Forlì          | Totale Forlì          | Totale Forlì          | 57         | 0          | 57       | 0      |
| 1984-1985             | Cavese                | C1                    | 27         | 0          | 27       | 0      |
| 1985-1986             | Cavese                | C1                    | 33         | 0          | 33       | 0      |
| Totale Cavese         | Totale Cavese         | Totale Cavese         | 60         | 0          | 60       | 0      |
| 1986-1987             | Parma                 | B                     | 0          | 0          | 0        | 0      |
| 1987-1988             | Sambenedettese        | B                     | 34         | 0          | 34       | 0      |
| 1988-1989             | Sambenedettese        | B                     | 36         | 0          | 36       | 0      |
| Totale Sambenedettese | Totale Sambenedettese | Totale Sambenedettese | 70         | 0          | 70       | 0      |
| 1989-1990             | Empoli                | C1                    | 32         | 0          | 32       | 0      |
| 1991-1992             | Salernitana           | C1                    | 18         | 0          | 18       | 0      |
| 1992-1993             | Russi                 | CND                   | 13         | 0          | 13       | 0      |
| Totale carriera       | Totale carriera       | Totale carriera       | 250        | 0          | 250      | 0      |